# Qom
Qom (Qum sau Kum) este un oraș în partea central-nordvestică a Iranului, pe râul omonim, la marginea de vest a deșertului Dasht-e Kavir, la 147 km sud-sudvest de Teheran.